# Ленгилу
Ленгилу (лун; Lun Ilu’, Lun Ilau, Lengilu’, Milau, Ilau) — один из австронезийских языков. Распространённый в северной части острова Калимантан, на индонезийской территории, недалеко от границы с Малайзией. Занимает территорию верхнего течения реки Кераян, в том числе его притока Милау (Илау).
Возможно все келабитские языки являются одним языком — апад-уат (Apad Wat), и тогда ленгилу является одним из его диалектов.

## Положение
Язык находится на грани исчезновения. Известно о существовании трёх носителей ленгилу, все пожилые. Племя ленгилу занимается выращиванием риса.